# Фриш, Ханс фон
Ханс фон Фриш (нем. Hans von Frisch; 14 августа 1875, Вена — 15 марта 1941, там же) — доктор права, профессор, ректор Черновицкого университета в 1913—1914 учебном году.

## Биография
Ханс фон Фриш родился в известной австрийской семье: его отец — известный в Вене уролог Антон фон Фриш, мать — Мария Экснер, один из братьев — зоолог, лауреат Нобелевской премии Карл фон Фриш.
Ханс изучал в Венском университете юриспруденцию, вступил в студенческое братство (корпус dem Corps Symposion).
В 1900 году защитил диссертацию и стал доктором права.
Свою карьеру преподавателя высшей школы начал в 1903 году приват-доцентом конституционного и административного права в Гейдельбергском университете Рупрехта-Карла.
Между 1904 и 1906 годы он также преподавал в качестве приват-доцент публичное право в университете города Фрайбург (Университет Фрайбурга имени Альбрехта Людвига).
В 1906 году он был назначен ординарным профессором права в университете города Базель, с 1909 деканом юридического факультета этого университета.
В 1912 году Ханс фон Фриш принял назначение как профессор юриспруденции в университете г. Черновцы, в 1918—1919 годах был деканом юридического факультета этого университета. На 1913—1914 учебный год Ханс фон Фриш был избран ректором Черновицкого университета.
Во время распада Австро-Венгерской империи в 1918 году выступал за перебазирование немецкоязычного Черновицкого университета в австрийский город Зальцбург.
В 1919 году назначен заведующим кафедрой конституционного, административного и государственного права в Венском техническом университете, одновременно как профессор преподавал государственное право в Венском университете, с 1923 по 1925 год — декан в Венском техническом университете.
С 1933 года он был в отпуске; в 1938 году восстановлен вновь на предыдущих должностях.
Умер Ханс фон Фриш в Вене 15 марта 1941 года.

## Избранные труды
- Die Verantwortlichkeit der Monarchen und höchsten Magistrate (Berlin, 1904);
- Widersprüche in der Literatur und Praxis des Schweizerischen Staatsrechts (Цюрих, 1912);
- Der Krieg im Wandel der Jahrtausende (München, 1914);
- Der völkerrechtliche Begriff der Exterritorialität (Wien, 1917);
- Monroedoktrin Weltpolitik und der Vereinigten Staaten von Amerika (Wien, 1917);
- Baugesetzkunde (Wien, 1922);
- Lehrbuch des österreichischen Verfassungsrechtes (Wien, 1932);
- Die Gewaltherrschaft in Österreich 1933 bis 1938 (Leipzig, 1938).